# Photopea
Photopea（フォトピー、[ˈfoʊtəˈpiː] FOH-tə-PEE）は、ラスタとベクターグラフィックスを処理できるウェブベースのグラフィックエディタである。画像の編集、イラストの作成、ウェブデザイン、異なる画像形式間の変換などに使用できる。
Photopeaは広告でサポートされたソフトウェアである。Opera、Edge、Chrome、Firefoxなど、最新のすべてのウェブブラウザと互換性がある。このアプリは、PhotoshopのPSDだけでなく、JPEG、PNG、DNG、GIF、SVG、PDFおよびその他の画像ファイル形式と互換性がある。Photopeaはブラウザベースだが、すべてのファイルはローカルに保存され、サーバーにファイルはアップロードされない。

## 特徴
Photopeaは、スポット修復、クローンスタンプ修復ブラシ、パッチツールなどのさまざまな画像編集ツールを提供している。また、レイヤー、レイヤーマスク、チャンネル、選択範囲、パス、スマートオブジェクト、レイヤースタイル、テキストレイヤー、フィルター、ベクターシェイプをサポートしている。

## 評価
PhotopeaはデザインとワークフローがAdobe Photoshopに類似しているため、GIMPなどの他の無料のラスター画像エディターと比較して、Photoshopを使い慣れた人にとって使いやすいプログラムになっており、肯定的な評価を受けている。